# Лютки (надсемейство)
Лютки (лат. Lestoidea) — надсемейство стрекоз из подотряда равнокрылых. В ископаемом состоянии известно с верхней юры.

## Описание
Представители группы — преимущественно мелкие стрекозы, которые характеризуются медленным полётом. Присаживаясь на растения, они располагают свои крылья в стороны и смещают их назад, таким образом крылья находятся под некоторым углом к телу.
Окраска тела преимущественно зеленого цвета или бронзовая, с металлическим отливом. Крылья не окрашенные, целиком прозрачные. Птеростигма всегда присутствует.
Личинки развиваются в водоёмах со стоячей водой и проточных водоемах с медленно текущей водой. Взрослые стрекозы с весны до осени, появляются уже в конце апреля. После спаривания самки откладывают яйца в живые прибрежные растения, гораздо реже в отмершие растения. Этот процесс происходит в сопровождении самца, удерживающего самку за её переднеспинку и придерживающегося субстрата. Развитие личинок длится 2 года.